# El Mono Azul
El Mono Azul fue una revista publicada en el bando republicano durante la guerra civil española bajo el auspicio de la Alianza de Intelectuales Antifascistas para la Defensa de la Cultura cuyo primer número salió a la luz el 27 de agosto de 1936, y que apareció como un folleto en sus inicios.
En ella colaboraron los más destacados intelectuales del período, singularmente muchos de ellos componentes de la denominada Generación del 27. Entre ellos destacaron Arturo Cuadrado, Miguel Hernández, Lorenzo Varela, Antonio Aparicio, Vicente Aleixandre, Rafael Alberti, Manuel Altolaguirre, José Bergamín, María Teresa  León, Luis Cernuda, Antonio Machado, Ramón J. Sender, Eduardo Ugarte y María Zambrano; entre los no españoles Pablo Neruda, Vicente Huidobro, André Malraux o John Dos Passos.
El nombre fue tomado del mono que usaban los milicianos en el frente de guerra. Su objetivo era llegar a los soldados y hacerlos conscientes de su función en defensa de la Segunda República y la democracia frente al fascismo representado por los sublevados. Como ella y por las mismas fechas aparecieron Milicia Popular, Avance o A vencer, entre otras muchas.
Su contenido era muy variado, desde instrucción militar, literatura y política. En muchas ocasiones, dado el nivel tan bajo de alfabetización, la revista era leída por algún soldado o suboficial para el resto de los miembros de la unidad.
Entre sus secciones más leídas se encontraba en las páginas centrales, el "Romancero de la Guerra Civil", donde se recopilan los romances que enviaban desde todas partes de España soldados y familias. Ya en el n.º 1 de El Mono Azul, por ejemplo, aparece en dicha sección el poema "No disparéis, camaradas" de Felipe C. Ruanova, que describe el trágico fin de un sacerdote que suplica por su vida a unos milicianos. El conjunto de los poemas publicados sería recogido más tarde por el poeta Rafael Alberti en su obra, "Romancero General de la Guerra Española", cuya primera edición vio la luz en Buenos Aires en 1944.
Es de destacar la importante implicación de Alberti en la publicación, ya que no sólo era director de la misma (junto con María Teresa León), sino que además firmaba una de sus secciones más emblemáticas, eufemísticamente titulada "A paseo", en la que en tono desenfadado el poeta se lamentaba de la actitud de diversas personalidades de la cultura consideradas como no afectas a la causa frentepopulista, como por ejemplo Miguel de Unamuno.
La publicación duró prácticamente todo el período de la contienda, cuarenta y siete números en total, si bien sufrió diversos avatares. El fundamental fue que, en varias ocasiones, pasaba mucho tiempo entre un número y otro, dadas las dificultades de suministro y reparto, lo que se incrementó hacia el final de la guerra. También apareció acompañando al diario La Voz y Cuadernos de Madrid.